# De Man zonder Ziel
De Man zonder Ziel is een sprookje uit Vlaanderen.

## Verhaal
In een groot, maar erg arm gezin besluit de oudste jongen op een dag dat hij zijn ouders niet langer tot last wil zijn. Hij trekt de wijde wereld in, in de hoop ergens een baantje als knecht te vinden. Uiteindelijk komt hij op een boerderij waar men bereid is om hem aan te nemen, op voorwaarde dat hij eerst een raadsel voor hen oplost; in een diepe echoput onder de boerderij worden voortdurend vreemde geluiden gehoord, de jongen moet zien te achterhalen wat dit is.
Als de jongen zich met een touw in de put laat zakken, komt hij in een enorme, paleisachtige ruimte terecht. Hier blijkt een afschrikwekkend monster te verblijven, dat tegenover de jongen verklaart dat ze een betoverde prinses is. De jongen kan haar van de vloek verlossen door drie nachten na elkaar in het paleis te blijven, waarbij drie reuzen hem elke keer kort na middernacht zullen komen vragen om als vierde man een potje met hen te kaarten. De jongen moet dit echter steeds negeren en doen alsof hij doorslaapt. De reuzen martelen hem daarop elke keer heviger, maar de jongen weet alles te doorstaan dankzij een speciale zalf die de prinses bij zich heeft. Na de derde nacht is het monster weer geheel in een mens veranderd.
Het kersverse stel krijgt nu een proeftijd van zeven jaar en zeven dagen, waarin ze zonder ook maar één keer ruzie met elkaar te maken samen moeten leven. Het lukt ze inderdaad om zeven jaar en zes dagen in vrede te leven, maar op de allerlaatste dag van de proeftijd gaat het toch nog mis. De volgende ochtend blijkt de prinses verdwenen te zijn; de Man zonder Ziel heeft haar meegenomen.
Uiteindelijk vindt de jongen zijn vrouw na veel omzwervingen – waarbij hij onder meer de Zon en de Maan bezoekt – terug. Hij slaagt hierin door eerst een speciaal ei te vinden in een vogel die weer is opgesloten in een kist die midden op zee ronddrijft te vinden. Dankzij dit toverei krijgt de man zonder ziel zijn ziel weer terug, en in ruil krijgt de jongen zijn vrouw terug.

## Achtergronden
Het sprookje is onder meer vastgelegd door Pol de Mont in 1896. Later is het ook verschenen in de bundels Volksverhalen uit kleurrijk Nederland en Alle Sprookjes van de Lage Landen (1985). Peter Vos maakte er illustraties bij.